# Horómetro

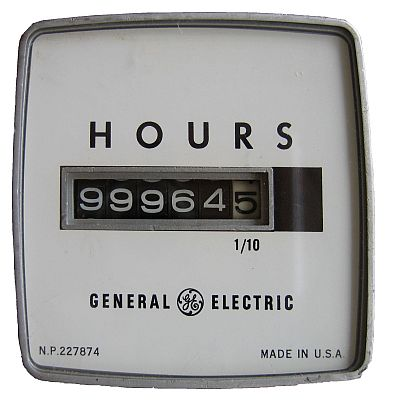
Horómetro de General Electric.

Un Horómetro es un dispositivo que registra el número de horas en que un motor o un equipo, generalmente eléctrico o mecánico ha funcionado desde la última vez que se ha inicializado el dispositivo. 
Estos dispositivos son utilizados para controlar las intervenciones de mantenimiento preventivo de los equipos.

## Historia
En inglés este equipo es llamado Hobbs Meter ya que fue creado por John Weston Hobbs (1889–1968) quien en 1938 fundó la compañía Hobss en Springfield, Illinois y que fabricó estos equipos para coches y aviones.